# Mauna Loa
Vous lisez un « article de qualité » labellisé en 2008.
Pour les articles homonymes, voir Mauna.
Cet article concerne le volcan terrestre. Pour l'astéroïde, voir (34901) Mauna Loa.
Le Mauna Loa est un volcan actif des États-Unis situé sur l'île d'Hawaï, dans l'État du même nom. Culminant à 4 169 mètres d'altitude, c'est le deuxième plus haut sommet de l'île et de l'archipel d'Hawaï après le Mauna Kea. Le Mauna Loa est le plus haut volcan du monde : il s'élève à dix-sept kilomètres au-dessus de sa base, qui s'enfonce dans le plancher océanique, et la superficie de sa partie émergée, 5 271 km2, représente plus de la moitié de la surface de l'île. Le Mauna Loa, qui est un volcan bouclier caractérisé par des laves fluides pauvres en silice, a été créé par un point chaud à l'origine de la formation de l'archipel des Îles Hawaï. Le volcan est couronné par la caldeira Mokuʻāweoweo et traversé par deux rifts sur toute sa longueur, d'où partent la très grande majorité des coulées de laves. Depuis le XIXe siècle, ces éruptions se sont produites en moyenne tous les cinq ans. Elles ont à plusieurs reprises menacé et, dans certains cas, détruit des installations humaines. Un réseau de surveillance sismique très dense a été mis en place pour anticiper les sursauts de l'activité volcanique et ainsi prévenir les risques pour la population.
Le climat, l'isolement et la nature des sols du Mauna Loa sont à l'origine de nombreuses espèces endémiques de la faune et la flore. Bien qu'elles soient protégées et qu'une grande partie du volcan fasse partie du parc national des volcans d'Hawaï, ces espèces sont aujourd'hui fortement menacées par les activités humaines. Les conditions atmosphériques particulières qui règnent au sommet du Mauna Loa ont permis l'installation en 1957 d'un observatoire qui joue un rôle notable dans la mesure de la qualité de l'air et de la quantité de gaz à effet de serre et dans les recherches sur la haute atmosphère. C'est aussi le site d'une batterie d'instruments pour l'observation de la couronne solaire.
Alors que les Hawaïens gravissent la montagne depuis plusieurs siècles, probablement pour faire des offrandes à leurs divinités, les Européens ne réussissent leur première ascension qu'en 1794. Depuis, plusieurs itinéraires et quelques refuges ont été aménagés. D'abord utilisés uniquement pour les recherches scientifiques, ceux-ci sont de nos jours fréquentés par les randonneurs qui, après une ascension longue et difficile jusqu'au sommet, peuvent contempler la grande caldeira.

## Toponymie
Le Mauna Loa est également appelé Mount Loa en anglais et Mowna Roa en hawaïen. Mowna Roa signifie « longue montagne » et Mokuʻāweoweo, le nom de la caldeira sommitale, « section du poisson rouge ».

## Géographie

### Situation

Carte topographique de l'île d'Hawaï.

Le Mauna Loa est situé aux États-Unis, dans l'État d'Hawaï, dans le sud-ouest de l'île éponyme, la plus grande de l'archipel du même nom. Il est entouré par le Mauna Kea au nord-nord-est, le Hualālai au nord-ouest et le Kīlauea au sud-est, d'autres volcans.

### Topographie

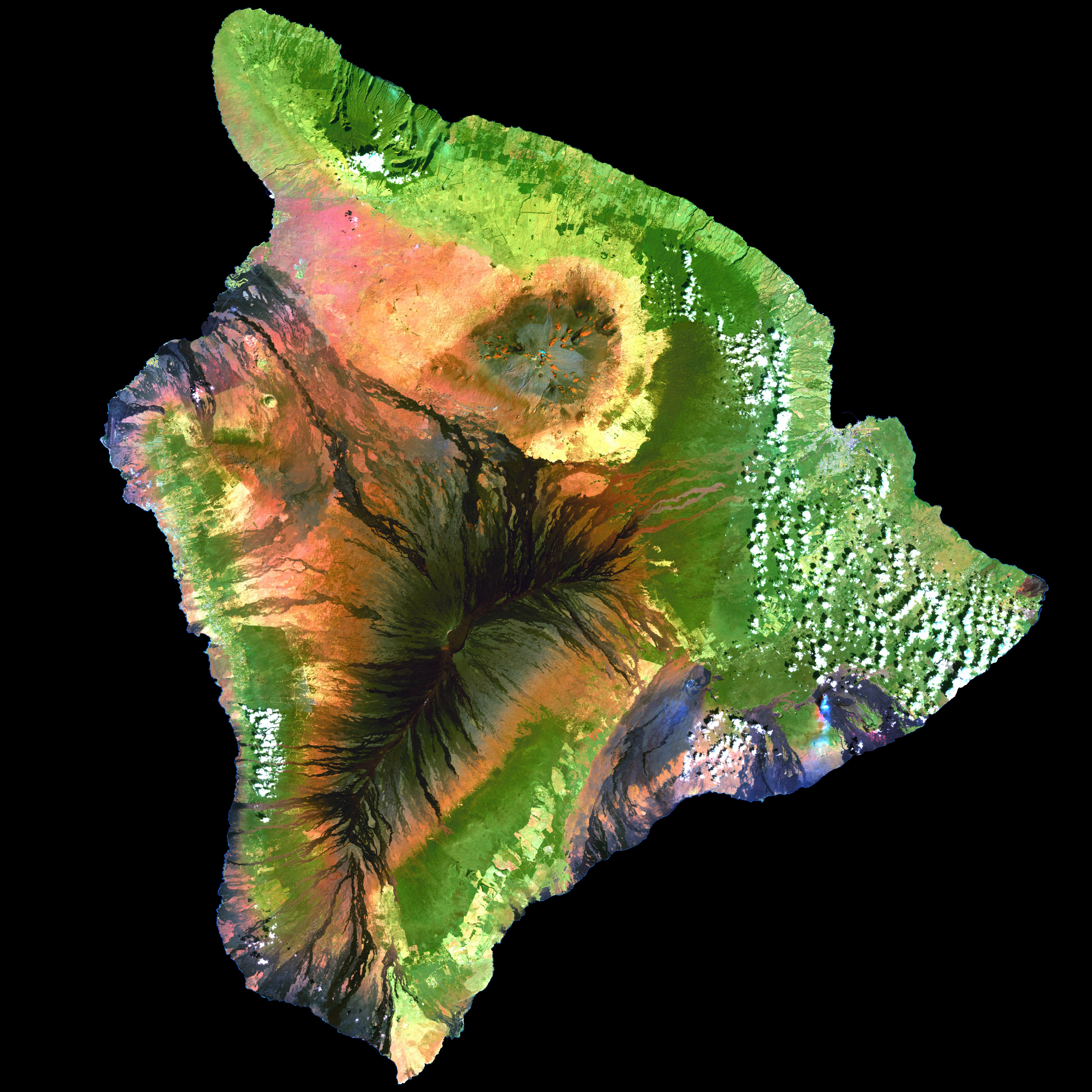
Vue satellite de l'île d'Hawaï avec le Mauna Loa au centre de l'image. Le rift qui traverse la montagne et les coulées de lave récentes sont clairement visibles.

Le Mauna Loa culmine à 4 169 mètres d'altitude ce qui en fait le second sommet de l'archipel d'Hawaï derrière le Mauna Kea, qui culmine à 4 207 mètres d'altitude. Couronnée par la caldeira Mokuʻāweoweo, la crête de cette montagne allongée est constituée de deux rifts partant vers l'est-nord-est et le sud-ouest depuis la caldeira. La montagne forme la majeure partie de l'île d'Hawaï. Ses pentes très peu marquées et régulières sont caractéristiques des volcans boucliers émettant des laves très fluides. La caldeira sommitale large de six kilomètres et longue de huit kilomètres est incluse dans le parc national des volcans d'Hawaï, qui englobe également une bonne partie du Kīlauea au sud-est.
Le Mauna Loa est le plus haut volcan du monde avec une élévation de l'intégralité de sa structure qui totalise dix-sept kilomètres au-dessus de sa base : plus de quatre kilomètres au-dessus du niveau de la mer, lequel est situé à environ cinq kilomètres au-dessus du plancher océanique régional, auxquels il faut ajouter huit kilomètres enfouis dans la lithosphère océanique sous la forme d'une subsidence locale en raison du poids de l'île d'Hawaï. La superficie de sa partie émergée, 5 271 km2, représente plus de la moitié de la surface de l'île.

### Géologie
Avec un volume de 74,0 × 103 km3, le Mauna Loa est le deuxième plus gros volcan du monde après le Pūhāhonu ((148 ± 29) × 103 km3).

#### Formation

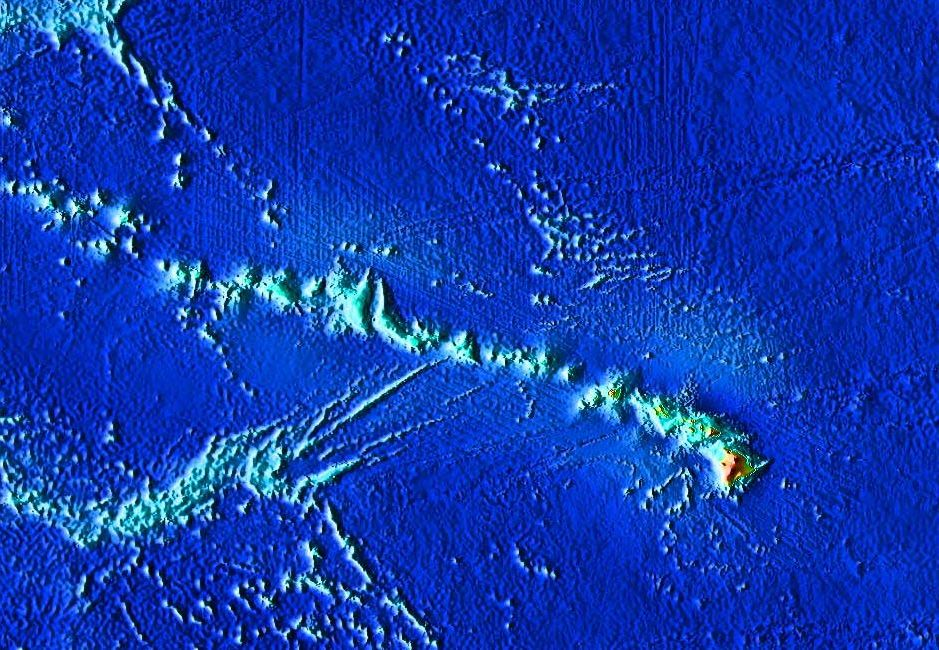
Carte de la chaîne sous-marine Hawaï-Empereur. L'île d'Hawaï est la plus grande et la plus orientale.

Schéma d'une éruption volcanique de type hawaïen.

Âge des strates de l'île.

Le Mauna Loa est un volcan né à l'aplomb du point chaud alimentant les autres volcans de l'île d'Hawaï et ayant formé les autres îles et monts sous-marins d'Hawaï et de la chaîne sous-marine Hawaï-Empereur. Ce point chaud est caractérisé par la remontée d'un magma très pauvre en silice, donnant en surface des laves basaltiques extrêmement fluides, généralement de type pāhoehoe ou ʻaʻā. Ces laves, émises par le Mauna Loa au niveau du rift orienté sud-ouest - est-nord-est et passant au sommet par la caldeira Mokuʻāweoweo, lui ont donné sa forme typique de volcan bouclier aux pentes très peu marquées et régulières. Formant des fontaines et des lacs de lave au moment de leur sortie au cours d'éruptions majoritairement fissurales, ces laves donnent ensuite naissance à de grandes coulées de lave progressant parfois jusqu'à la mer en empruntant des tunnels de lave, ce qui lui permet de conserver sa température très élevée qui atteint 1 200 °C. Au bout de quelques jours, l'activité volcanique se concentre généralement sur un seul cratère. Avec celles du Kīlauea, les éruptions du Mauna Loa ont servi à définir le type hawaïen, caractérisé par l'émission de coulées de lave fluide, la formation de lacs et de fontaines de lave, le tout rarement accompagné d'explosions violentes. Les éruptions se déroulent principalement au niveau de trois zones distinctes de la montagne. Au cours des deux cents dernières années, environ 38 % des éruptions ont eu lieu au sommet, 31 % dans la zone du rift est-nord-est et 25 % dans la zone du rift Sud-Ouest ; les 6 % restants correspondent à des émissions au niveau de cratères secondaires sur le versant nord-ouest.
Le Mauna Loa est relativement jeune, ses premières éruptions remontant à une date comprise entre un million d'années et 600 000 ans. La montagne a connu deux effondrements majeurs, dont le dernier s'est produit il y a 105 000 ans, coïncidant avec un changement de type éruptif il y a 100 000 ans environ et la fin prévisible de la phase de croissance de type volcan bouclier avec présence de tholéite. Le Mauna Loa fait partie des volcans les plus actifs sur Terre, comme en témoigne la fréquence de ses éruptions, trente-neuf depuis la première observée en 1750, ainsi que la jeunesse des roches de ses pentes dont 90 % ont moins de 4 000 ans et 98 % ont moins de 10 000 ans. Son histoire géologique récente a été largement étudiée par la méthode de la datation au carbone 14 des échantillons de charbon de bois retrouvés dans les coulées. Ces analyses mettent en évidence des cycles dans l'activité du Mauna Loa inédits chez les volcans boucliers hawaïens, et montrent qu'il y a 8 000 à 11 000 ans, les éruptions sont plus intenses qu'aujourd'hui, alors qu'il y a 6 000 à 7 000 ans, le volcan devient sensiblement inactif. Il y a 1 500 ans débute une nouvelle période d'intense activité volcanique, avec la mise en place d'un lac de lave couvrant un quart de la surface du volcan ainsi que de grands épanchements de lave. Cette activité diminue il y a 750 à 1 000 ans, ce qui permet la formation de la caldeira Mokuʻāweoweo mesurant de trois à cinq kilomètres de diamètre, et la mise en place des deux rifts l'encadrant au sud-ouest et à l'est-nord-est et par lesquels s'échappent des coulées de lave couvrant au total un quart de la montagne,. Une analyse des coulées de lave montre que l'activité éruptive des deux rifts est en train de décroître, alors que celle de la caldeira Mokuʻāweoweo augmente. Les données sismologiques ont révélé la localisation sous le volcan des chambres magmatiques alimentant les éruptions. En effet, certains types d'ondes sismiques, connues sous le nom d'ondes S, ne se propagent pas à travers les roches visqueuses et le magma joue alors le rôle d'écran. Ces « zones d'ombres » indiquent qu'une chambre majeure se trouve trois kilomètres sous le sommet, et que des poches secondaires se situent sous les zones de rift.

#### Interaction
Le Kīlauea, qui se situe sur le versant sud-est du Mauna Loa, a été considéré à l'origine comme un cratère secondaire du volcan. Cependant, des différences chimiques entre les laves des deux volcans prouvent qu'ils possèdent des chambres magmatiques séparées. Bien qu'ils soient aujourd'hui considérés comme distincts, des corrélations existent dans leur activité volcanique.
La relation la plus évidente entre les deux volcans consiste dans le fait que, généralement, une période d'activité forte de l'un coïncide avec une période d'activité faible de l'autre. Par exemple, entre 1934 et 1952, le Kīlauea est en sommeil alors que le Mauna Loa est actif, tandis qu'entre 1952 et 1974, seul le Kīlauea est actif. Pourtant, l'éruption du Mauna Loa en 1984 commence pendant une éruption du Kīlauea, sans toutefois qu'elle n'ait d'effet sur celle-ci. Ceci étant, occasionnellement, l'éruption de l'un des volcans semble bel et bien influencer l'activité du second. L'inflation du sommet du Mauna Loa constatée en 2002 a commencé le 12 mai, à savoir le même jour que l'apparition d'une nouvelle large coulée de lave dans le cratère Puʻu ʻŌʻō du Kīlauea. Les géologues ont suggéré qu'une poussée de magma dans la longue cheminée du Mauna Loa a pu accroître la pression à l'intérieur du Kīlauea et déclencher l'éruption.

### Climat
Les alizés soufflent d'est en ouest au-dessus de l'archipel d'Hawaï, qui chevauche le tropique du Cancer, et la présence du Mauna Loa affecte fortement le climat local. À basse altitude, le versant oriental du volcan, exposé au vent ascendant, reçoit une grande quantité de précipitations, faisant de Hilo la ville la plus arrosée des États-Unis. Les chutes de pluie permettent le développement d'une végétation luxuriante. Le versant occidental, abrité du vent, possède un climat plus sec. À haute altitude, un phénomène d'inversion se produit avec un vent sec descendant faisant barrage aux remontées d'air humide marin, réduisant la quantité de précipitations et éclaircissant très nettement le ciel. Au-dessus de 3 000 mètres d'altitude, les températures, plus basses, entraînent des chutes de neige, à tel point que le sommet du Mauna Loa est considéré comme une région périglaciaire, où les cycles de gel et de dégel jouent un rôle majeur dans la transformation du paysage. Alors qu'à 1 000 mètres d'altitude, la température moyenne annuelle est de 16 °C et la quantité d'eau est de 2 500 mm, à 3 700 mètres d'altitude, elles ne sont respectivement plus que de 6 °C et 500 mm.
Les modèles climatiques de l'archipel sont régulièrement affectés par le phénomène El Niño, qui se traduit au Mauna Loa par une sécheresse anormale, particulièrement durant la saison hivernale. Ainsi, au début de l'année 1998, le versant oriental exposé au vent a connu la plus importante sécheresse enregistrée sur l'île, et les six premiers mois ont tous été les plus secs des douze années précédentes. Durant l'hiver suivant, la tendance s'est reproduite dans une plus faible mesure, mais l'été 1999 a été plus sec encore que le précédent. Ce phénomène affecte la végétation du volcan.

### Faune et flore

Carte des écosystèmes actuels de l'île d'Hawaï.

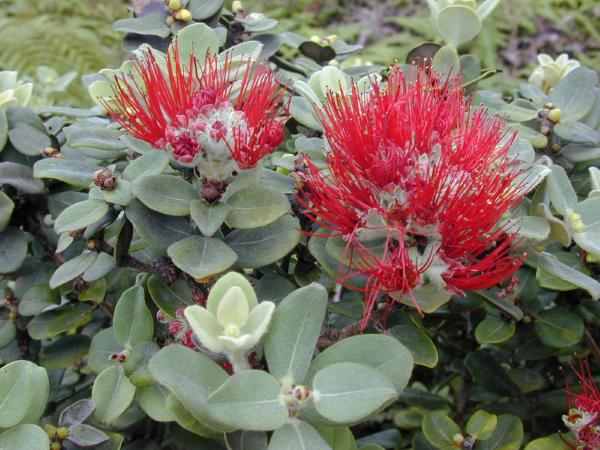
Metrosideros polymorpha pousse aussi bien dans les forêts ténues que denses du Mauna Loa.

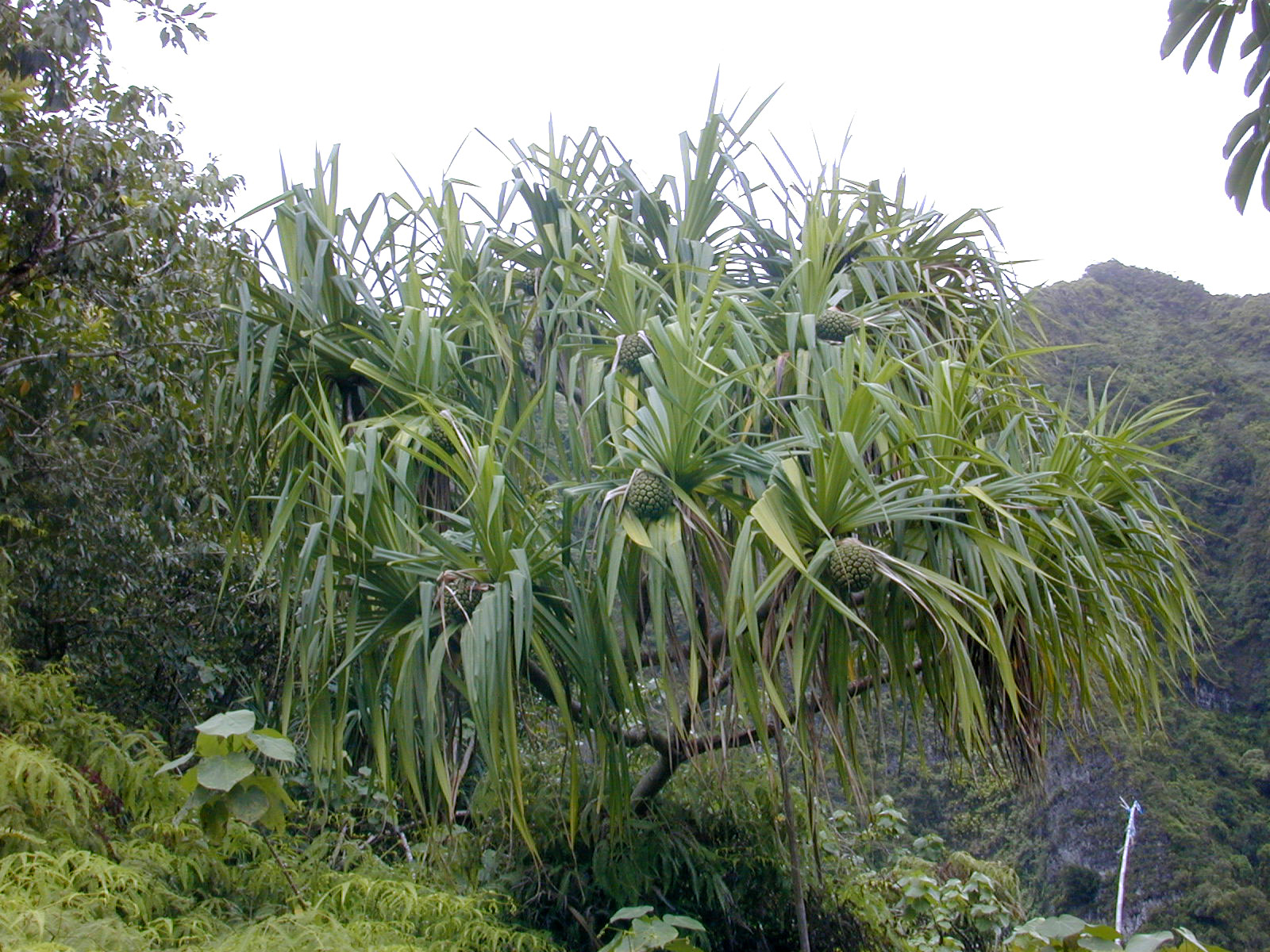
Pandanus tectorius avec ses fruits, qui peuvent être consommés crus ou cuits.

La végétation atypique du Mauna Loa est divisée en une dizaine de zones très compartimentées, et relativement étagées en raison des variations de températures et de quantités de précipitations, mais dépendant également du type de sol, c'est-à-dire de la présence de lave pāhoehoe, de lave ʻaʻā ou de cendres. La zone du kiawe et des buissons de plaine se situe en dessous de 300 mètres d'altitude et abrite Prosopis pallida, localement appelé kiawe, Leucaena leucocephala ou koa haole, des Digitaria spp. et Heteropogon contortus ou pili. En dessous de 500 mètres d'altitude, la forêt dense des goyaviers et des buissons abrite des goyaviers, Nephrolepis exaltata, des herbes et des fougères, Aleurites moluccanus ou kukui et Pandanus tectorius ou hala. En dessous de 750 mètres d'altitude, la forêt ténue des goyaviers (Psidium guajava) et des buissons abrite, outre cette espèce d'arbre, Leucaena leucocephala, Lantana camara, Desmodium incanum et Cynodon dactylon. Jusqu'à 1 000 mètres d'altitude, on trouve la zone lantana-koa haole avec Lantana camara, Leucaena leucocephala, Dianella sandwicensis ou ukiuki, le figuier de Barbarie (Opuntia ficus-indica) ou panini, Sida fallax ou ilima et des herbes rouges locales. Entre 750 et 1 200 mètres d'altitude, une forêt ténue mixte mélange Metrosideros polymorpha ou Ohia lehua, Acacia koa, Desmodium incanum et Cynodon dactylon. La forêt humide dense de ohia lehua, entre 500 et 2 100 mètres d'altitude, est composée de Metrosideros polymorpha et de Cheirodendron trigynum ou olapa. La forêt ténue d'Acacia koa se situe entre 1 200 et 2 100 mètres d'altitude et abrite aussi Metrosideros polymorpha, différentes herbes dont Agrostis avenacea ou heupueo, ainsi que Styphelia tameiameiae ou pukiawe, Dodonaea viscosa ou aalii et Sophora chrysophylla ou mamane. En s'élevant en altitude, on trouve entre 2 100 et 3 000 mètres la forêt ténue de mamane-nalo et des buissons subalpins avec Sophora chrysophylla, Styphelia tameiameiae, Dodonaea viscosa et Vaccinium reticulatum ou ohelo. Au-delà de 3 000 mètres d'altitude, la végétation disparaît et laisse place à un désert rocailleux alpin où seules subsistent des mousses, une espèce locale du genre Agrostis et Argyroxiphium kauense, une plante totalement endémique au Mauna Loa.

Carte des écosystèmes originels de l'île d'Hawaï. Avant la colonisation humaine se trouvait une savane aujourd'hui disparue, et une grande forêt de plaine dont il ne subsiste que quelques fragments.

Ces espèces, comme toutes les autres espèces d'origine de l'archipel, se sont implantées il y a quelques millions d'années et ont évolué pour devenir endémiques en raison d'un isolement de 4 000 kilomètres de toute autre terre. Aujourd'hui, la plupart de ces espèces végétales ont été éradiquées, réduites ou dégradées, en particulier sur la côte et à basse altitude, où la population est dense. 75 % des 175 espèces autochtones rescapées sont fragilisées par leur fragmentation et leur raréfaction, phénomènes accentués par la prolifération des mammifères ongulés et des espèces végétales implantées par l'homme, et sont en danger de disparition. Ainsi, trois espèces sont particulièrement menacées : Asplenium fragile var. insulare, Phyllostegia racemosa ou kīponapona et Plantago hawaiensis ou iaukāhi kuahiwi. En revanche, les feux de forêts historiquement déclenchés par les éruptions ou consécutifs à la sécheresse sont un phénomène naturel auquel se sont adaptées plusieurs espèces et qui a encouragé le développement des prairies, même si l'homme a une part de responsabilité grandissante dans les incendies.

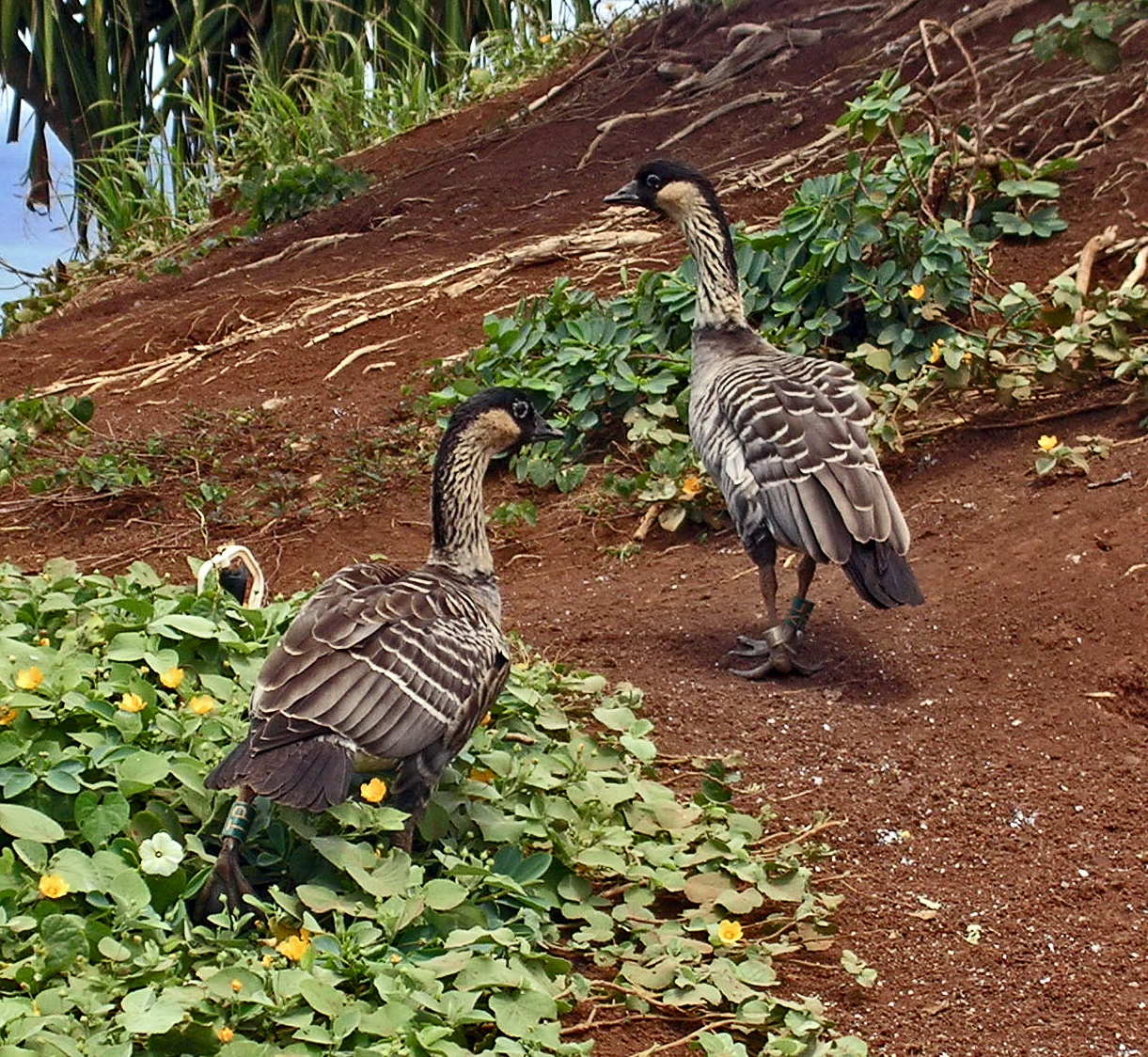
Le Bernache néné est une espèce sauvée de l'extinction par un programme de réimplantation.

Les mammifères herbivores les plus présents et qui menacent la végétation des zones montagnardes et subalpines sont les porcs d'origine asiatique introduits par les Polynésiens il y a 1 500 ans, les sangliers, les chèvres et des bovins introduits par les Européens à la fin du XVIIIe siècle, et les mouflons importés en 1963 dans un ranch au sud de la montagne et qui ont colonisé la zone le long du rift Sud. Lors d'une étude datant de 1981, vingt-deux espèces d'oiseaux ont été recensées au Mauna Loa, dont huit espèces endémiques. La seule espèce vivant au-delà de la limite des arbres est le Solitaire d'Hawaï (Myadestes obscurus) ou ʻomaʻo. Un temps au bord de l'extinction, la Bernache néné (Branta sandvicensis) ou nēnē compte aujourd'hui[Quand ?] 500 individus sur Big Island répartis sur le Mauna Loa, le Mauna Kea et Hualālai, grâce à un programme de réimplantation par l'élevage. La Buse d'Hawaï (Buteo solitarius) ou io est une espèce endémique menacée qui niche sur les flancs du Mauna Loa et du Mauna Kea en dessous de 3 000 mètres d'altitude. La Corneille d'Hawaï (Corvus hawaiiensis) ou alala ne compte pas plus d'une douzaine d'individus et est maintenant éteinte à l'état sauvage. Avant cela, les individus étaient dispersés au-dessus de 3 000 mètres d'altitude sur les pentes du Mauna Loa et du Hualālai. Alors que l'habitat du Psittirostre palila (Loxioides bailleui) ou palila, une espèce de Drepanidinae vivant dans Sophora chrysophylla, s'est réduit au Mauna Kea, le Picchion cramoisi (Himatione sanguinea) ou ʻapapane, une autre espèce du genre, reste très commune. La faune cavernicole est caractéristique de l'île et en particulier du Mauna Loa où les éruptions fréquentes consolident et renouvellent l'habitat. En effet, les nombreux tunnels de lave, mais aussi les troncs d'arbres morts, constituent un milieu très propice pour beaucoup d'espèces d'insectes (Cixiidae, Caelifera, etc.) ainsi que quelques-uns de leurs prédateurs, dont Lasiurus cinereus semotus, la chauve-souris d'Hawaï, présente depuis le niveau de la mer jusqu'à 3 900 mètres d'altitude. Les animaux cavernicoles sont classifiés en trois catégories : les troglobies vivant obligatoirement dans des grottes et incapables de survivre à l'air libre, les troglophiles vivant et se reproduisant dans des grottes mais capables de vivre dans d'autres milieux sombres et humides, et enfin les trogloxènes qui se réfugient régulièrement dans des grottes mais vivent généralement à l'air libre notamment pour se nourrir. Pourtant, et malgré de nombreuses niches écologiques non occupées notamment chez les arthropodes, seulement 250 espèces d'insectes ont été introduites durablement sur les 5 000 espèces d'origine sur l'archipel.

## Histoire

### Histoire éruptive
La quasi-totalité des éruptions du Mauna Loa sont d'indice d'explosivité volcanique de 0 ou 1 et émettent des coulées de lave fluide depuis les deux rifts ou la caldeira Mokuʻāweoweo. Seules quelques éruptions dérogent à ce cas général, comme entre le 17 février et le 11 mars 1852 lorsqu'une éruption d'indice d'explosivité volcanique de 2 émet d'importants volumes de lave accompagnés d'explosions, ou encore du 27 mars au 22 avril 1868 lorsque de grandes coulées de lave et des explosions d'indice d'explosivité volcanique de 2 engendrant des tsunamis provoquent des dégâts matériels et des morts.
Au total, trente-trois éruptions sont connues et documentées depuis 1843. En 1935, une éruption menace Hilo, obligeant le 27 décembre dix bombardiers — des Keystone B-3, des Keystone B-4 et cinq ou six bombardiers Keystone LB-5 des 23e et 72e escadrons de bombardiers de l'United States Army Air Corps — basés à Pearl Harbor à décoller et à larguer vingt bombes d'environ 300 kilogrammes afin de dévier les coulées de lave ; ce qui est déclaré comme un succès à l'époque est désormais mis sur le compte du hasard. Un autre bombardement a lieu en avril 1942. L'US Air Force mène des tests approfondis avec 36 grosses bombes aériennes (jusqu'à 900 kilogrammes) sur les laves préhistoriques du Mauna Loa en 1975 et 1976.
Depuis le milieu du XXe siècle, la fréquence des éruptions a considérablement diminué mais elles sont intensivement étudiées.

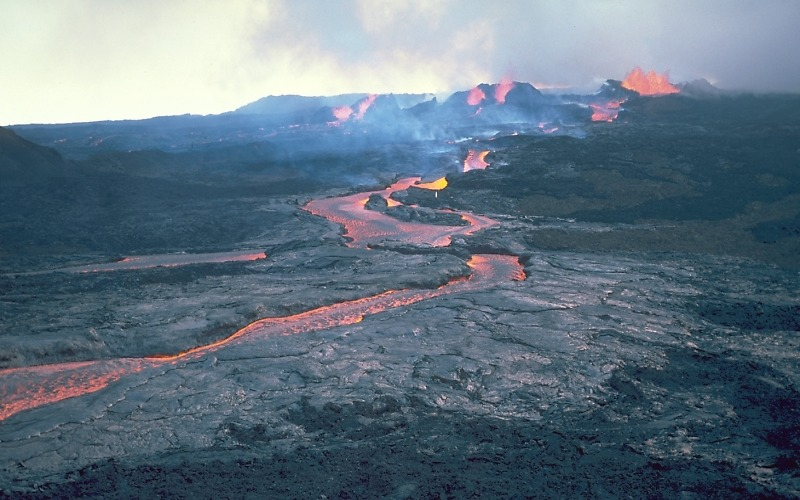
Une coulée de lave au Mauna Loa durant l'éruption de 1984.

L'éruption de 1950 est la plus intense des éruptions documentées sur le plan du débit. En effet, elle s'épanche sur vingt kilomètres le long du rift au sud-ouest de la caldeira Mokuʻāweoweo et émet 376 millions de mètres cubes de roche en vingt-trois jours seulement, soit autant que l'éruption de 1859 en dix fois moins de temps ou moitié moins que l'éruption de 1876 mais en cinquante fois moins de temps. De plus, ses laves atteignent la mer en moins de quatre heures. Depuis la précédente éruption, un an auparavant, la pression est restée élevée et les séismes fréquents. Peu après 21 h, le 1er juin 1950, les sismographes s'affolent et vingt minutes plus tard, les premières laves apparaissent. Des fontaines propulsent de la matière en fusion à 45 ou 60 mètres de hauteur, parfois 90 mètres. En un peu moins de trente heures, pas moins de quatre, voire cinq, coulées différentes dévalent vers l'ouest (Hoʻokena, Honokua, Kaʻohe et Kaʻapuna), dont trois atteignent la mer, et deux autres vers le sud (Punaluʻu et Kahuku), sur une longueur comprise entre huit et vingt-quatre kilomètres. La Hawaii Route 11, une station d'essence, le bureau de poste et plusieurs habitations sont détruites dès la mi-journée du 2 juin. Les scientifiques de l'observatoire volcanologique d'Hawaï estiment la vitesse de progression de la coulée Kaʻapuna dans les tunnels de lave entre 16 et 48 km/h. Elle atteint à son tour la mer le 2 juin à 15 h 30 et y progresse sur une longueur de 800 mètres, comme en témoigne la vapeur d'eau qui s'échappe des flots. La dernière coulée arrête sa progression le 8 juin, et l'activité volcanique au niveau des fissures du rift disparaît vingt-trois jours après le début de l'éruption.
L'éruption du 25 mars au 15 avril 1984, met fin à neuf ans de repos — si ce n'est une augmentation progressive de l'activité sismique durant les trois années qui précédent l'éruption, jusqu'à un paroxysme le 16 novembre 1983 avec une secousse de 6,6 sur l'échelle de Richter au niveau de la faille de Kaʻoiki. Le 24 mars 1984 vers 23 h, le rythme des secousses atteint une fréquence de deux ou trois par minute avant que, finalement, un jet de matière en fusion ne soit expulsé de la caldeira Mokuʻāweoweo le 25 mars à 1 h 30. Au cours de cette éruption effusive fissurale d'indice d'explosivité volcanique de 0, un volume de lave de 220 millions de mètres cubes est émis sous la forme de coulées, parties de la caldeira Mokuʻāweoweo et des deux rifts qui l'encadrent, en direction du sud-ouest et de l'est-nord-est. Ainsi, entre le 26 mars et le 29 mars, les coulées menacent une nouvelle fois rapidement la ville de Hilo mais s'arrêtent finalement à quatre kilomètres de la banlieue et à trois kilomètres de la prison de Kulani. Grâce aux digues, la coulée principale est déviée et divisée en plusieurs coulées secondaires, elles-mêmes ralenties par les pentes douces, la végétation dense, la faible température et la viscosité de la lave, ainsi que la diminution de la puissance de l'éruption qui cesse au bout de trois semaines.

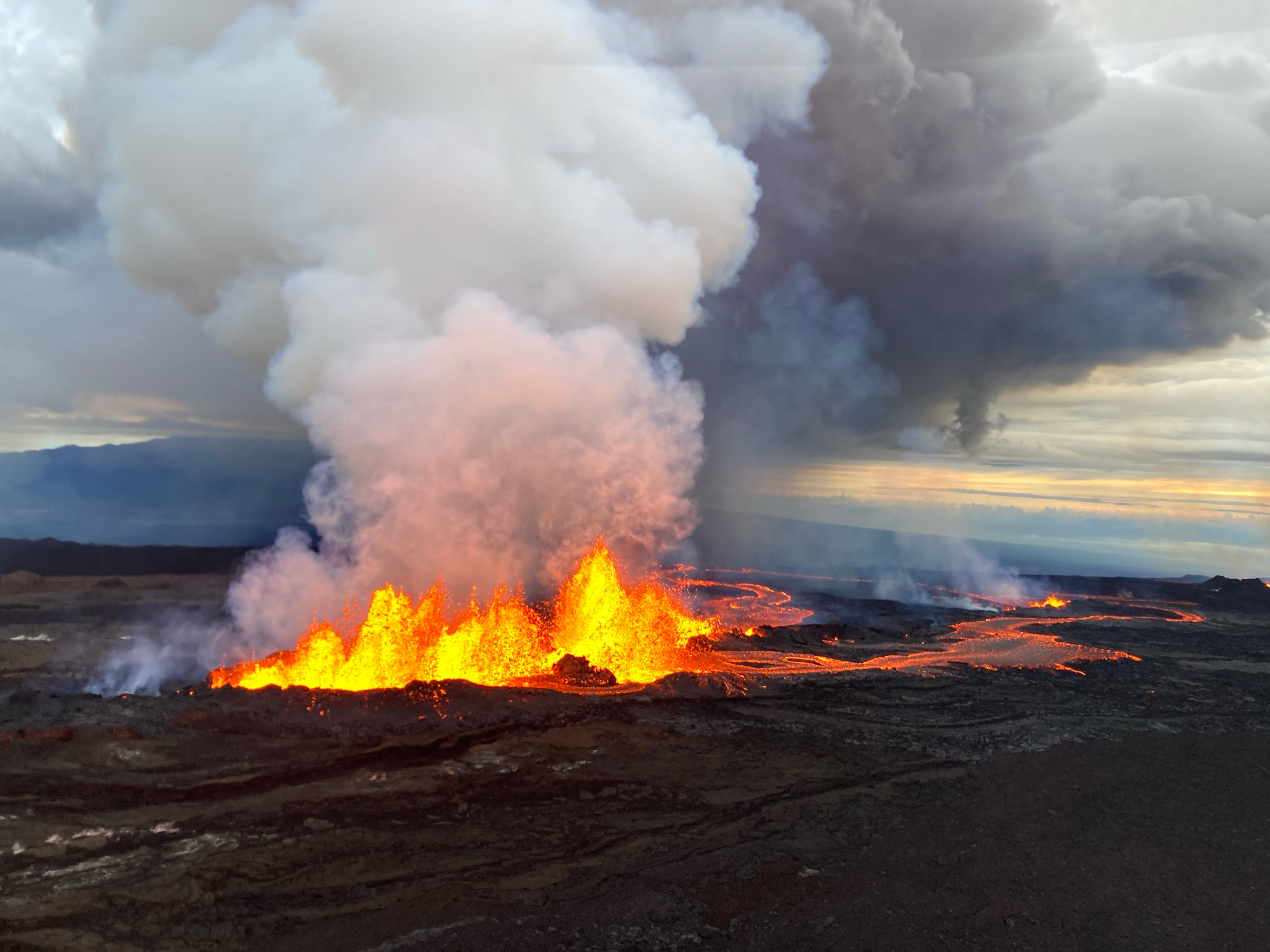
Vue aérienne le 29 novembre 2022- de fontaines de laves lors de l'éruption de 2022.

L'activité sismique reste faible jusqu'en 2002, année au cours de laquelle une inflation soudaine du volcan est détectée avec un écartement des parois de la caldeira mesuré à un rythme de cinq centimètres par an, indiquant une remontée de magma dans la chambre située cinq kilomètres sous le sommet. Une série de profonds séismes se déroule durant la seconde moitié de 2004 avec une fréquence passant d'une secousse par jour en juillet à quinze à la fin de l'année, avant de revenir à un rythme plus modéré. Ces manifestations laissent à penser aux volcanologues qu'une éruption peut survenir dans les années à venir. Celle-ci débute le 27 novembre 2022 vers 23 h 30 heure locale (Hawaii Standard Time) à l'intérieur de la caldeira sommitale avec l'ouverture de fissures qui laissent s'échapper des coulées de lave ; ces dernières recouvrent le fond de la caldeira et débordent sur les flancs du volcan par le sud-ouest et le nord-est. L'activité se déplace progressivement dans les heures qui suivent en direction du rift Nord-Est par l'ouverture de nouvelles fissures tandis que les plus anciennes se tarissent. Aucune menace pour les populations n'est à constater, seule une alerte pour les gaz volcaniques, les cendres et les cheveux de Pélé est émise,. La région où progressent les coulées de lave comportant peu d'infrastructures, les risques matériels sont très faibles. Toutefois, des coulées coupent la route d'accès à l'observatoire du Mauna Loa dans les premières heures de l'éruption et continuent leur avancée vers la Saddle Road qui traverse le centre de l'île plus au nord. Après quelques jours de baisse d'intensité de l'activité volcanique, l'éruption se termine le 10 décembre.

### Premières ascensions et explorations
Avant même l'arrivée des premiers Européens, des autochtones gravissent déjà le Mauna Loa, probablement pour faire des offrandes à la déesse Pélé. Ils ont tracé un sentier d'une longueur de quarante-huit kilomètres sur un versant raide du volcan, depuis l'ancien village de Kapapala à 600 mètres d'altitude jusqu'au bord sud-est de la caldeira Mokuʻāweoweo. L'entreprise était probablement très difficile sans chaussures, vêtements chauds, sacs à dos ni provisions alimentaires. Le nom d'origine de ce sentier, aujourd'hui abandonné, s'est perdu et il a été rebaptisé par les Hawaiiens ʻainapo, la « terre noircie ».
Le premier étranger à tenter d'atteindre le sommet est John Ledyard, de l'expédition du capitaine James Cook en 1779, depuis l'ouest ; il doit cependant rebrousser chemin. La première ascension officielle du Mauna Loa est réussie le 16 février 1794 par le biologiste Archibald Menzies, le lieutenant Joseph Baker, l'aspirant George McKenzie et un homme dont le nom n'est pas mentionné,, alors que le HMS Discovery passe l'hiver à l'abri dans les eaux tropicales. L'équipe met une semaine complète à gravir la montagne, par le sentier ʻainapo. À l'aide d'un baromètre, Menzies calcule l'altitude du volcan, avec une marge d'erreur de quinze mètres. En 1840, une expédition américaine de trois cents hommes dirigée par Charles Wilkes gravit le Mauna Loa. Un groupe de cinquante membres campe durant vingt-huit jours au Pendulum Peak, à 800 mètres au nord de l'extrémité de l'ʻainapo, pour cartographier l'ensemble des cratères du volcan. Les restes du campement de base sont visibles dix mètres au sud du Mauna Loa Cabin.
En 1915, une compagnie de soldats noirs-Américains reçoit l'ordre de construire le Mauna Loa Trail depuis l'emplacement d'origine du Hawaiian Volcano Observatory, actuellement transformé en maison du volcan (Volcano House), jusqu'à la caldeira Mokuʻāweoweo, le long du rift est-nord-est, sur une longueur totale de quarante-deux kilomètres, afin de faciliter l'observation des éruptions, comme l'a suggéré trois ans auparavant Thomas Jaggar, volcanologue et fondateur de l'observatoire. Toujours en 1915, l'armée construit le Red Hill Rest House à proximité du cône de Puʻu ʻUlaʻula, puis en 1934 un autre refuge est bâti au North Pit à 3 960 mètres d'altitude, déplacé à un endroit plus protégé en 1940.

## Prévention

### Risques

Carte des zones à risques liés au volcanisme.

Les éruptions volcaniques provoquent rarement des catastrophes à Hawaï. La seule victime connue d'une éruption depuis le début du XXe siècle est morte au Kīlauea en 1924 alors qu'une explosion inhabituelle projeta des éjectas sur les spectateurs. En revanche, les destructions matérielles sont courantes. À ce titre, le Mauna Loa fait partie de la sélection du projet « Volcan de la décennie », c'est-à-dire qu'il a été identifié parmi les volcans remarquables du fait de leurs fréquentes éruptions et de la proximité des populations. De nombreuses villes et villages à proximité du volcan ont été bâtis sur d'anciennes coulées de lave datant de moins de deux cents ans, et il y a une forte probabilité pour que de futures éruptions endommagent des installations humaines.

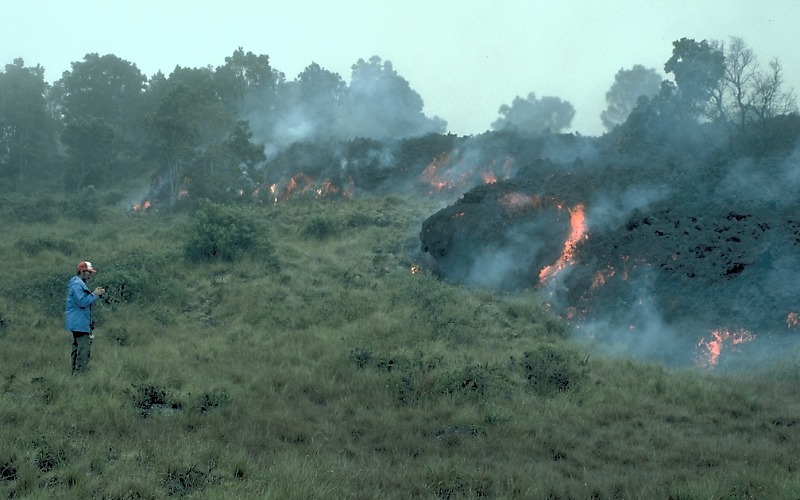
Une coulée de lave ʻaʻā recouvrant la végétation durant l'éruption de 1984.

Les risques endurés par les populations autour du Mauna Loa sont de deux ordres. En premier lieu, les coulées de lave, avançant généralement à la vitesse de la marche, présentent peu de danger pour les vies humaines mais peuvent occasionner de nombreux dégâts matériels. Les éruptions au Mauna Loa peuvent cependant être plus intenses que celles du Kīlauea, l'éruption de 1984 ayant par exemple émis autant de lave en trois semaines qu'une éruption normale du Kīlauea en trois ans. De telles émissions peuvent générer des coulées de lave plus rapides. Deux des éruptions du Mauna Loa ont détruit des villages : en 1926, Hoʻōpūloa Makai était ravagé par une coulée de lave, tandis qu'en 1950, la plus importante éruption du Mauna Loa jamais observée a émis des coulées de lave jusqu'à la mer et a rayé Hoʻokena Mauka de la carte le 2 juin. La brève mais intense éruption de 1984 a menacé la ville de Hilo, partiellement construite sur les laves de 1880 et particulièrement exposée à de futures coulées, sans toutefois atteindre aucun bâtiment.
En second lieu, la possibilité d'un éboulement soudain et massif des flancs du volcan représente un risque rare mais beaucoup plus grand. De profondes failles permettent à des pans entiers de la montagne de glisser progressivement, l'évènement le plus connu étant le Hilina Slump (« effondrement de Hilina »), en 1975, qui a provoqué un déplacement de plusieurs mètres sur le versant sud du Kīlauea, et une secousse d'une magnitude de 7,2 sur l'échelle de Richter. Parfois, un fort tremblement de terre peut entraîner un glissement de terrain suivi d'un tsunami. La baie de Kealakekua, sur le versant nord-ouest du Mauna Loa, a été créée de la sorte. Une cartographie sous-marine a révélé de nombreux glissements le long de la chaîne hawaiienne et deux tsunamis géants ont été identifiés : l'île de Molokaʻi a subi un raz-de-marée de 75 mètres de hauteur il y a 200 000 ans et Lānaʻi a été frappée par un tsunami de 300 mètres de haut il y a 100 000 ans.

### Surveillance volcanologique

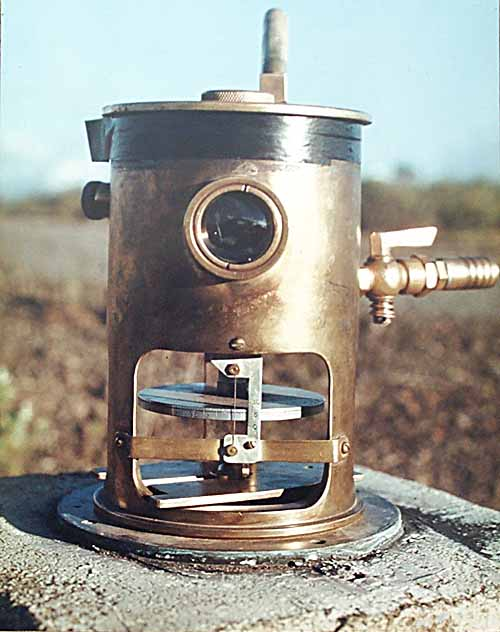
Un tiltmètre au Mauna Loa, servant à prévoir les éruptions imminentes.

Le Mauna Loa est un volcan intensivement surveillé. L'observatoire volcanologique d'Hawaï (HVO) a été établi en 1912 afin d'observer les volcans de l'archipel et a développé de nombreuses techniques dans le but de prévenir de leurs éruptions imminentes.
Parmi les instruments les plus importants figurent plus de soixante sismographes, tous répartis sur Big Island, permettant aux scientifiques de mesurer l'intensité et la localisation des centaines de séismes qui se produisent chaque semaine. Leur nombre peut commencer à augmenter des années avant que l'éruption ne débute réellement. En effet, les éruptions de 1975 et 1984 ont chacune été précédées par une à deux années d'activité sismique accrue, à une profondeur inférieure à treize kilomètres. Les heures qui précédent une éruption sont agitées par un autre type d'activité sismique, appelé secousse harmonique, qui se caractérise par un grondement continu contrastant avec les chocs brusques habituels, et qui serait causée par le mouvement rapide du magma souterrain. Ces secousses volcaniques indiquent généralement une éruption imminente, bien qu'il arrive que des intrusions superficielles de magma n'atteignent pas la surface.
La forme de la montagne est un autre indicateur important de l'activité souterraine. Des tiltmètres mesurent les changements les plus infimes dans la topographie externe du volcan, et des instruments mesurent la distance entre différents points de la montagne. Lorsque le magma remonte dans la chambre magmatique sous le sommet et les rifts, la montagne enfle. Au cours de l'année précédant l'éruption de 1975, une étude a mis en évidence une augmentation de la largeur de la caldeira Mokuʻāweoweo de 76 millimètres, puis une valeur similaire avant l'éruption de 1984.

## Activités

### Tourisme
L'ascension du Mauna Loa est longue et difficile, en raison de l'instabilité des sols composés de lave et de l'altitude pouvant provoquer un mal aigu des montagnes, mais aussi parfois des vents violents et de la neige. Il existe deux itinéraires d'approche de la montagne, un sur le versant nord-ouest et l'autre sur le versant sud-ouest, qui rejoignent tous deux le North Pit, d'où l'on peut atteindre d'une part le refuge sommital et d'autre part le sommet lui-même. Ils sont jalonnés de cairns, ou ahu, et de panneaux indiquant les intersections, les altitudes et les curiosités géologiques. Deux refuges sont à la disposition des randonneurs : le Puʻu ʻUlaʻula Rest House, récemment rénové, sur le versant sud-ouest à 3 056 mètres d'altitude, et le Mauna Loa Cabin, comportant douze couchettes, sur le bord oriental de la caldeira Mokuʻāweoweo à 4 035 mètres d'altitude.

#### Mauna Loa Trail
Le Mauna Loa Trail est l'itinéraire le plus fréquenté. Il démarre à 2 030 mètres d'altitude, sur le versant sud-est, au bout de la route du Mauna Loa (Mauna Loa Road), à la limite du parc national, escamotant toute la partie basse mais restant globalement fidèle sur la partie haute au tracé d'origine de l'itinéraire historique. Le départ se fait dans la forêt, mais rapidement la végétation se raréfie à cause de l'altitude et des coulées de lave. Au bout de trois kilomètres, à 2 250 mètres d'altitude, le sentier passe près du cône préhistorique de Kulani, recouvert de végétation et surmonté de deux antennes. Au kilomètre 7,6, à 2 690 mètres d'altitude, une large tranchée au sud du sentier a été formée par l'effondrement d'un tunnel de lave. Trois cents mètres plus loin, l'itinéraire suit régulièrement la coulée de Puʻu ʻUlaʻula jusqu'au dôme et au refuge à 3 060 mètres d'altitude, au kilomètre 12. Six kilomètres plus loin, à 3 450 mètres d'altitude, après avoir franchi de nombreuses coulées de lave, le sentier dépasse le cône de Dewey, apparu le 4 juillet 1899, du nom de l'amiral aux commandes de la flotte engagée dans la bataille de la baie de Manille quelques jours auparavant. Deux kilomètres plus tard, à 3 560 mètres d'altitude, au niveau du Steaming Cone, apparu en 1855, le ahu est cimenté, vestige d'une ancienne ligne téléphonique qui reliait l'observatoire au North Pit dans les années 1930. Un peu plus loin, à trente mètres au sud du sentier, le « trou d'eau » (Waterhole), où le liquide gèle en hiver et fond en été, s'est formé dans un ancien tunnel de lave effondré. Au kilomètre 23,5, à 3 760 mètres d'altitude, le sentier traverse l'axe du rift en direction de l'ouest sur de fragiles coulées de lave solidifiée de l'éruption de 1984. À 3 965 mètres d'altitude, après deux jours et vingt-huit kilomètres de marche, l'itinéraire atteint le North Pit. Il est alors possible d'emprunter le Cabin Trail ou le Summit Trail ou bien d'envisager de redescendre pour deux nouvelles journées de marche.

#### Observatory Trail
L'Observatory Trail est un itinéraire plus raide que le précédent. Il démarre à l'observatoire météorologique du Mauna Loa (Mauna Loa Weather Observatory), à 3 360 mètres d'altitude, après avoir emprunté, sur le versant nord-ouest de la montagne, une route construite en 1951 par des prisonniers de l'établissement de Kulani et ouverte au public en 1963. Une journée est nécessaire pour accéder au North Pit et une autre journée pour redescendre, en arpentant un sentier qui suit en grande partie piste accessible aux véhicules tout-terrain. Cet itinéraire fait 6,2 kilomètres de long et propose un dénivelé positif de 600 mètres.

#### Cabin Trail
Le Cabin Trail relie le North Pit au Mauna Loa Cabin sur 3,2 kilomètres et un dénivelé positif de 70 mètres. Les premiers mètres descendent au fond de la caldeira et la traversent en partie en direction du sud, avant de remonter vers le refuge, à 4 035 mètres d'altitude, situé à l'opposé du point le plus élevé du volcan par rapport à la caldeira.

#### Summit Trail
Le Summit Trail relie le North Pit au sommet du Mauna Loa, situé à l'ouest de la caldeira, sur 4 kilomètres et un dénivelé positif de 200 mètres. Le sentier suit une direction sud-ouest en passant à proximité de l'ancien observatoire construit en 1951, où ne subsistent que les fondations et un tiltmètre qui envoie ses informations en FM.

### Protection environnementale

Carte des zones naturelles protégées de l'île d'Hawaï.

Le parc national des volcans d'Hawaï, fondé en 1916, d'une superficie totale de 1 348 km2, s'étend sur une zone autour et à l'est du sommet du Mauna Loa, jusqu'à la mer, en passant par le Kīlauea. Il protège officiellement le résultat de centaines de milliers d'années de volcanisme, de migration et d'évolution biologique. La zone concernée sur le Mauna Loa est classée zone de naturalité depuis 1978 et représente aujourd'hui une superficie de 529 km2, fournissant des commodités inhabituelles pour la randonnée et le camping. Par ailleurs, le parc tout entier est désigné réserve mondiale de biosphère depuis 1980 et classé au patrimoine mondial de l'UNESCO depuis 1987,.
La protection environnementale au Mauna Loa est complétée par trois réserves forestières d'État : Mauna Loa au nord, Kapapala au sud-est et Kaʻū au sud. Ce dispositif a été créé le 25 avril 1903 par un arrêté du Gouvernement territorial d'Hawaï pour freiner l'extension des ranchs et la culture de la canne à sucre et des ananas. Aujourd'hui, la protection est assurée par la division pour la sylviculture et la vie sauvage (DOFAW) du Department of Land and Natural Resources dans le cadre des chapitres 104 et 183 de la Constitution de l'État d'Hawaï. Les buts des réserves sont la protection et la gestion des bassins versants boisés pour la production d'eau douce, la protection de l'intégrité biologique des écosystèmes, l'offre touristique et le renforcement de l'économie en aidant à la production de produits forestiers de grande qualité en complément d'une industrie forestière durable.

### Observatoires

Courbe de Keeling montrant le taux de dioxyde de carbone atmosphérique mesuré au Mauna Loa Observatory depuis une soixantaine d'années.

Le Mauna Loa est connu par le fait que l'observatoire du Mauna Loa y mesure depuis 1957 l'augmentation régulière de la teneur atmosphérique en gaz à effet de serre, la courbe de Keeling. C'est Roger Revelle, océanographe américain, qui a lancé un programme sur le dioxyde de carbone atmosphérique au milieu des années 1950. En juillet 1956, son équipe de l'institut d'océanographie Scripps a intégré Charles David Keeling, qui a pris en charge la direction du programme et a commencé des mesures continues de la teneur de l'atmosphère en dioxyde de carbone au Mauna Loa Observatory à Hawaï,, en parallèle avec l'Antarctique, l'Alaska et les Samoa américaines. Revelle, de plus en plus intéressé par ce programme, a fait une priorité de l'étude de l'ensemble du cycle du carbone et de la solubilité du carbonate de calcium, accumulant des données qui servent encore au GIEC et à de nombreux chercheurs pour les études de prospectives et modélisations du climat. L'analyse des résultats atmosphériques de l'observatoire se fait à Hilo où sont également envoyés hebdomadairement, depuis l'ancien aéroport, des ballons stratosphériques pour évaluer la concentration en ozone et en vapeur d'eau, tandis qu'un site à Kulani Mauka collecte les eaux de pluie et qu'un système Lidar mesure la qualité de l'air.
Les excellentes conditions atmosphériques permettent également l'observation solaire depuis l'observatoire solaire du Mauna Loa situé sur le versant nord du volcan, à 3 440 mètres d'altitude, et dépendant de la National Oceanic and Atmospheric Administration. Il est commandé par le High Altitude Observatory (en), une division du National Center for Atmospheric Research situé à Boulder dans le Colorado, afin de mieux comprendre, grâce à de nombreux instruments occultants (par coronographie) la couronne solaire, la chromosphère et la photosphère, le mécanisme de génération du plasma et de l'énergie solaire dans l'espace inter-planétaire,. Par ailleurs, depuis octobre 2006, le radiotélescope AMiBA permet l'observation du fond diffus cosmologique et de l'effet Sunyaev-Zeldovich dans les amas de galaxies.